# Уэст, Марета
Марета Уэст (англ. Mareta Nelle West, 9 августа 1915 — 2 ноября 1998) — американский астрогеолог, в 1960-х годах она выбрала место первой высадки человека на Луну — «Аполлона-11». Она была первой женщиной-астрогеологом. Её кремированные останки были отправлены в космос.

## Ранние годы
Уэст родилась 9 августа 1915 года в Элк-Сити, штат Оклахома, в семье Лютера и Мирти Уэст. Уэст была жительницей Оклахомы в третьем поколении, её бабушка и дедушка переехали на Индейскую территорию в 1889 году. В детстве она переехала в Оклахома-Сити и окончила среднюю школу Классен. Она получила степень бакалавра по геологии в Университете Оклахомы в 1937 году, где она была членом женского общества Каппа Каппа Гамма. 
Уэст вышла замуж за Альберта Рейхарда 21 апреля 1939 года. К моменту переписи населения США 1940 года они уже развелись.

## Карьера
В 1940-х годах Уэст работала геологом-нефтяником в нефтегазовой промышленности. Она проработала в Оклахома-Сити одиннадцать лет, прежде чем в 1964 году, через два года после основания агентства, присоединилась к Геологической службе США во Флагстаффе, штат Аризона. Она была первой женщиной-астрогеологом. В 1966 году она была избрана членом Американской ассоциации содействия развитию науки. 
Уэст была единственной женщиной в группе геологических экспериментов для «Аполлона-11». Она выбрала место первой высадки человека на Луну и работала над выбором мест посадки для последующих миссий «Аполлон».
Она продолжала работать над географией Луны и Марса вплоть до 1970-х годов, написав и став соавтором нескольких статей и публикаций. Выйдя на пенсию, Уэст вернулась в Оклахома-Сити, где активно участвовала в общественной и благотворительной деятельности. Она умерла 2 ноября 1998 года.

## Кремированные останки отправлены в космос
Её кремированные останки были отправлены в космос на борту ракеты SpaceLoft-XL 28 апреля 2007 года в рамках первой коммерческой попытки отправить человеческие останки на Луну для «захоронения». Получился суборбитальный запуск, и останки были извлечены впоследствии. Вторая попытка вывести прах на орбиту была предпринята 2 августа 2008 года с помощью ракеты Falcon 1. Целью полёта была низкая околоземная орбита, но ракета вышла из строя через две минуты после запуска. 

## Публикации
- Nuclear Power Reactor Sites in the Southeastern United States, 1978.
- West Side of the Moon